# Nyctocalos
Nyctocalos, biljni rod iz porodice katalpovki smješten u tribus Oroxyleae. Sastoji se od 4 vrste penjačica iz Kine, Indokine i zapadne Malezije

## Opis
Lijane bez vitica. Lišće nasuprotno, 1-perasto složeno; listića 3-5(-7), cijelih. Cvatovi grozdasti, terminalni. Čaška zvonasta; zubaca 5, kratko šiljatih. Vjenčić bijel, cijev vrlo duga, usko valjkasta, neznatno dvousnen; režnjevi jajasto-okrugli, podjednaki, rašireni. Prašnici 4 i didinamni ili 5, visoko umetnuti u vjenčiću; prašnici divergentni, elipsoidni, uzdužno rastavljeni, na vrhu s repastim dodatkom. Disk jastučast. Ovarij kratki; ovule u nekoliko redova. Stil filiforman; stigma stisnuta. Čahura se septicidno odvaja, dugačka elipsoidna, stisnuta, s postojanom čaškom. Sjemenke brojne, stisnute, zaobljene, prozirne krilate.

## Vrste
1. Nyctocalos brunfelsiiflorum Teijsm. & Binn.; tipična
2. Nyctocalos cuspidatum (Blume) Miq.
3. Nyctocalos pinnatum Steenis
4. Nyctocalos tunjuharii Berhaman; otkrivena 2023. na planini Kallang u Sabahu.[4]